# Сэкуени
Сэкуени (рум. Săcueni, венг. Székelyhíd) — город в Румынии в составе жудеца Бихор.

## История
Впервые этот населённый пункт упоминается в документе 1217 года. В 1278 году он упомянут как «Zekulhyd», а в 1325 году — как «Zekulhyda»; эти названия в переводе с венгерского означают «секейский мост». В 1417 году император Сигизмунд даровал Секейхиду право организации ярмарки.
В 1514 году город был занят войсками Дьёрдя Дожи. В 1661 году город был занят турецкими войсками, и одним из условий Вашварского мира был снос местного замка, что было произведено в 1665 году.

## Известные уроженцы
- Север Френцю (1931—1997) — румынский художник.